# Melanophryniscus klappenbachi
Espèce
Statut de conservation UICN

 LC  : Préoccupation mineure
Melanophryniscus klappenbachi est une espèce d'amphibiens de la famille des Bufonidae.

## Répartition
Cette espèce se rencontre entre 50 et 100 m d'altitude dans le Gran Chaco :
- en Argentine dans les provinces du Chaco, de Santa Fe, de Santiago del Estero et de Formosa ;
- au Paraguay dans les départements d'Alto Paraguay, de Ñeembucú et de Presidente Hayes.

Sa présence est incertaine au Brésil et en Bolivie.

## Étymologie
Cette espèce est nommée en l'honneur de Miguel Angel Klappenbach.

## Publication originale
- Prigioni & Langone, 2000 : Una nueva especie de Melanophryniscus Gallardo, 1961, de Argentina y Paraguay (Amphibia, Anura, Bufonidae). Comunicaciones Zoologicas del Museo de Historia Natural de Montevideo, vol. 12, p. 1-12 (texte intégral).